# Joseph Musonda
Joseph Musonda (ur. 30 maja 1977 w Kalulushi) – zambijski piłkarz grający na pozycji obrońcy.

## Kariera klubowa
Karierę piłkarską Musonda rozpoczął w klubie Kalulushi Modern Stars FC. W 1994 roku zadebiutował w jego barwach w zambijskiej Premier League. W 1995 roku przeszedł do klubu Nkana FC. W zespole tym grał do 2003 roku. W latach 1999 i 2001 dwukrotnie z rzędu wywalczył z nim mistrzostwo Zambii. W 2000 roku zdobył Puchar Zambii i Tarczę Dobroczynności. Z Nkaną zdobył też Challenge Cup w latach 1998, 1999 i 2000.
W 2003 roku Musonda został zawodnikiem ZESCO United. Z kolei w 2005 roku przeszedł do Free State Stars, a w 2006 roku wrócił do ZESCO United. Następnym jego klubem było Zanaco FC, do którego trafił w 2007, a jeszcze w trakcie sezonu odszedł do Golden Arrows. W tymże klubie pełnił funkcję kapitana zespołu. W 2014 roku przeszedł do Polokwane City, a w 2015 roku został zawodnikiem Nkany FC. W 2019 zakończył w niej swoją karierę.

## Kariera reprezentacyjna
W reprezentacji Zambii Musonda zadebiutował 6 lipca 2002 roku w wygranym 3:0 ćwierćfinałowym meczu COSAFA Cup 2002 z Mozambikiem, rozegranym w Lusace. W 2006 roku został powołany do kadry na Puchar Narodów Afryki 2006 i rozegrał na nim 3 spotkania: z Tunezją (1:4), z Gwineą (1:2), z Republiką Południowej Afryki (1:0). W 2008 roku podczas Pucharu Narodów Afryki 2008 był podstawowym zawodnikiem i też zagrał w 3 meczach: z Sudanem (0:3), z Kamerunem (1:5) i z Egiptem (1:1). W 2010 roku znalazł się w kadrze na Puchar Narodów Afryki 2010, podobnie jak w 2012 na Puchar Narodów Afryki 2012, a w 2013 na Puchar Narodów Afryki 2013. Od 2002 do 2014 roku rozegrał w kadrze narodowej 94 mecze.